# Sportjournalismus
Sportjournalismus oder Sportberichterstattung umfasst journalistische Beiträge von Sportereignissen in den Medien. Darüber hinaus berichten Sportjournalisten (oder Sportberichter) über allgemeine Entwicklungen im Leistungssport. 

## Geschichte

### Von den Anfängen bis 1945
Die Anfänge des Sportjournalismus wurden im frühen 18. Jahrhundert gelegt. Damals wurden Zeitungen hauptsächlich zur Informationsverbreitung offizieller Themen genutzt. Sport hatte jedoch keinen wirklichen Stellenwert in der noch kaum entwickelten Medienwelt. Erst zum Ende des 19. Jahrhunderts richteten Zeitungen wie die Spiel und Sport oder die Sport im Bild Sportressorts ein, die sich hauptsächlich um das Geschehen im Sport kümmerten, auch wenn dies zunächst nur den privilegierten Bürgerschichten vorbehalten war. Den besten, kontinuierlichen Überblick gibt die deutsch-österreichische Allgemeine Sport-Zeitung: Organ für alle Sportzweige (1879–1927), in der auch das Auf und Ab einzelner Sportarten gut nachvollziehbar wird.
Der Erste Weltkrieg unterbrach die Entwicklung der Sportberichterstattung. Parallel dazu fand vor allem der Fußball Einzug und Akzeptanz in Deutschland. Er wurde das Zugpferd der Sportberichterstattung.
Mit der Verbreitung des Radios wurde eine neue Dimension der Berichterstattung ermöglicht. In der Zeit des Nationalsozialismus verfolgten die Rezipienten über den Volksempfänger live Sportveranstaltungen wie die Olympischen Spiele. Die Nationalsozialisten sorgten dafür, dass namhafte jüdische Journalisten das Land verlassen mussten und somit Know-how verloren ging. Zudem wurde die Sportberichterstattung vom Propagandaministerium missbraucht, sodass nicht mehr die Information im Vordergrund stand, sondern die Ideologie der Nationalsozialisten.

### Von 1945 bis heute
Nach dem Zweiten Weltkrieg wurde reflektiert, wem der vermeintlich 'unpolitische' Sport nütze und mit welchen Zielen er Verbreitung in den Medien fand. Nach 1945 erteilten die Alliierten Mächte zunächst Lizenzen für die Medien an unbelastete Autoren und Journalisten. Ab 1949 gelangten auch solche Sportjournalisten wieder in die Medien, die bereits in der Zeit des Nationalsozialismus aktiv gewesen waren.
Zur Medienlandschaft kam nun das Fernsehen hinzu. Es ermöglichte eine visuelle Darstellung von Bewegtbildern. Der Siegeszug des Fernsehens wurde durch die Fußball-WM 1954 in der Schweiz unterstützt, welche die deutsche Bevölkerung an die noch seltenen Fernsehgeräte lockte und die mitfiebernden Fans begeisterte. Nach dem Aufkommen der öffentlich-rechtlichen Sender wurden die Sportschau und Das aktuelle Sportstudio Markenzeichen der deutschen Sportberichterstattung. Später übertrugen auch die privaten Sender RTL und Sat.1 die Fußball-Bundesliga und machten ihre Formate zu Marken, von denen Ran auch heute noch genutzt wird.